# Euroobal

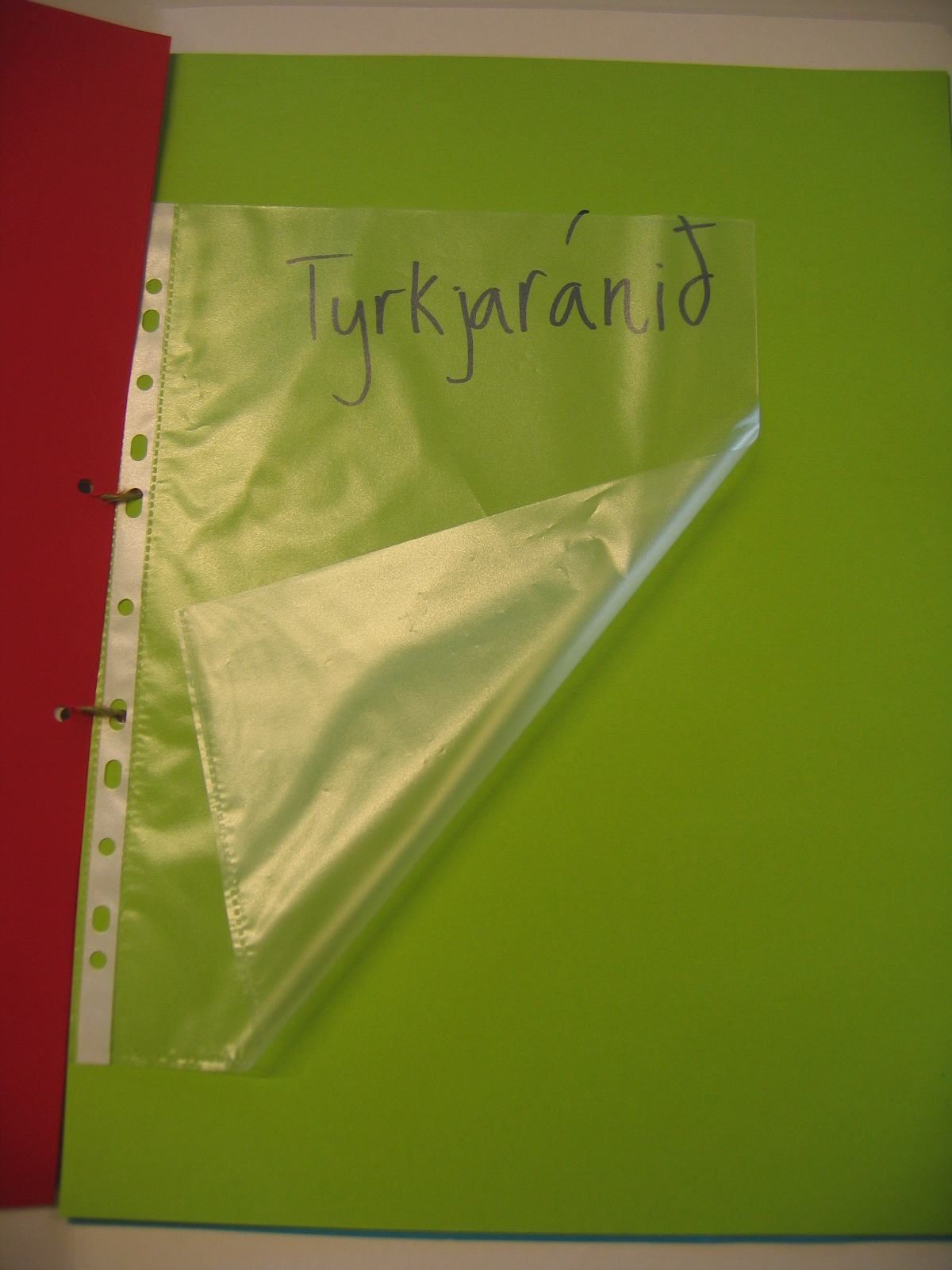
Euroobal A4 ve větším pořadači

Euroobal, či vkládací obal, je průhledná plastová fólie s otvory na hřbetu, do níž se vkládá list papíru, například dokument, katalogový list apod. Díky tomu není třeba děrovat samotný papír. Euroobaly jsou již děrované a to podle mezinárodních rozměrů a formátů papíru, tedy dají se vložit do většiny standardních pořadačů.
Vyrábějí se různé druhy, velikosti, různé šířky (většinou 44-56 mikronů), barvy, vždy je však euroobal průhledný.
Další (neoficiální či slangové) názvy: prospektové obaly, zakládací obaly, košilky, eurodesky.